# Pon de Replay
Pon de Replay là đĩa đơn đầu tay của nghệ sĩ thu âm người Barbados Rihanna nằm trong album phòng thu đầu tay của cô Music of the Sun (2005). Nó được viết và sản xuất bởi Vada Nobles, Alisha Brooks, Carl Sturken và Evan Rogers. Bài hát được phát hành vào ngày 24 tháng 5 năm 2005 như là đĩa đơn đầu tiên trích từ album. Trước khi ký kết hợp đồng thu âm 6 album với Def Jam Recordings, "Pon de Replay" là một trong ba bài hát được Rihanna thu âm dưới dạng bản thu nháp và gửi đến các hãng thu âm. Đây là một bản dance-pop, dancehall và R&B với những âm hưởng từ pop và reggae, trong đó nội dung bài hát xoay quanh việc Rihanna hỏi DJ để bật âm lượng của bài hát mình yêu thích lên to hơn. "Pon de Replay" có nghĩa là "phát lại bài hát" trong Bajan Creole, một trong hai ngôn ngữ chính thức ở Barbados.
"Pon de Replay" nhận được những phản ứng tích cực từ các nhà phê bình âm nhạc, trong đó họ đánh giá cao cấu trúc của bài hát và sự lựa chọn nó như là đĩa đơn đầu tay của nữ ca sĩ. Đây là một đĩa đơn thành công về mặt thương mại, đạt vị trí quán quân ở New Zealand và bảng xếp hạng Dance Club Songs của Billboard. Nó cũng đạt vị trí thứ hai trên Billboard Hot 100 và UK Singles Chart, cũng như lọt vào top 5 ở 8 quốc gia khác như Áo, Bỉ, Đan Mạch và Thụy Sĩ. Video ca nhạc của bài hát được đạo diễn bởi Little X, trong đó Rihanna tham gia một bữa tiệc ở câu lạc bộ với bạn bè của cô, và nữ ca sĩ đã lên sàn nhảy và yêu cầu DJ phát bản nhạc yêu thích của mình lớn hơn.

## Danh sách bài hát
Bản trên radio
1. "Pon de Replay" (bản trên radio) – 3:34

Đĩa CD
1. "Pon de Replay" (bản trên radio) – 3:34
2. "Pon de Replay" (Elephant Man phối lại) – 3:37

Đĩa CD maxi tại châu Âu
1. "Pon de Replay" (bản trên radio) – 3:34
2. "Should I? (hợp tác với J-Status)" – 3:06
3. "Pon de Replay" (Cotto's Replay Dub) – 6:48
4. U-MYX remix software "Pon de Replay"

Đĩa CD tại Đức
1. "Pon de Replay" (bản album) – 4:06
2. "Pon de Replay" (Cotto's Replay Dub) – 6:48

iTunes EP
1. "Pon de Replay" (bản Play) – 7:32
2. "Pon de Replay" (bản Cotto's Replay Dub) – 6:47

## Xếp hạng
| Bảng xếp hạng (2005)                 | Vị trí cao nhất |
| ------------------------------------ | --------------- |
| Australia (ARIA)                     | 6               |
| Austria (Ö3 Austria Top 40)          | 5               |
| Bỉ (Ultratop 50 Flanders)            | 5               |
| Bỉ (Ultratop 50 Wallonia)            | 14              |
| Denmark (Tracklisten)                | 5               |
| Châu Âu Hot 100 Singles (Billboard)  | 2               |
| Finland (Suomen virallinen lista)    | 8               |
| France (SNEP)                        | 18              |
| Đức (GfK)                            | 6               |
| Hungary (Rádiós Top 40)              | 7               |
| Hungary (Single Top 40)              | 5               |
| Ireland (IRMA)                       | 2               |
| Italy (FIMI)                         | 6               |
| Netherlands (Dutch Top 40)           | 15              |
| New Zealand (RIANZ)                  | 1               |
| Norway (VG-lista)                    | 3               |
| Spain (PROMUSICAE)                   | 18              |
| Sweden (Sverigetopplistan)           | 5               |
| Switzerland (Schweizer Hitparade)    | 3               |
| UK Singles (Official Charts Company) | 2               |
| US Billboard Hot 100                 | 2               |
| US Hot Dance Club Songs (Billboard)  | 1               |
| US Pop Songs (Billboard)             | 2               |
| US Hot R&B/Hip-Hop Songs (Billboard) | 24              |
| US Rap Songs (Billboard)             | 7               |

| Chart (2005)                     | Vị trí |
| -------------------------------- | ------ |
| Australian Singles Chart         | 39     |
| Austrian Singles Chart           | 32     |
| Belgian Singles Chart (Flanders) | 28     |
| Belgian Singles Chart (Wallonia) | 72     |
| Dutch Top 40                     | 82     |
| European Hot 100 Singles         | 17     |
| Hungarian Airplay Chart          | 77     |
| Italian Singles Chart            | 43     |
| New Zealand Singles Chart        | 43     |
| Swedish Singles Chart            | 42     |
| Swiss Singles Chart              | 19     |
| UK Singles Chart                 | 33     |
| US Billboard Hot 100             | 18     |

## Chứng nhận
| Quốc gia                                                                           | Chứng nhận  | Số đơn vị/doanh số chứng nhận |
| ---------------------------------------------------------------------------------- | ----------- | ----------------------------- |
| Úc (ARIA)                                                                          | Bạch kim    | 70,000                        |
| Đan Mạch (IFPI)                                                                    | Vàng        | 10,000                        |
| Thụy Điển (IFPI)                                                                   | Vàng        | 20,000                        |
| Vương quốc Anh (BPI)                                                               | Bạc         | 254,800                       |
| Hoa Kỳ (RIAA)                                                                      | 2× Bạch kim | 2,000,000                     |
| * Chứng nhận dựa theo doanh số tiêu thụ. ^ Chứng nhận dựa theo doanh số nhập hàng. |             |                               |